# Władimir Tołmaczow
Władimir Nikołajewicz Tołmaczow (ros. Влади́мир Никола́евич Толмачёв; ur. 1886 w Samarze (lub 19 października 1887 w Kostromie), zm. 20 września 1937) – radziecki polityk, ludowy komisarz spraw wewnętrznych RFSRR (1928-1931).

## Życiorys
Od 1904 członek SDPRR, bolszewik. W 1905 członek Kostromskiego Komitetu SDPRR. Kilkakrotnie aresztowany, w 1906 zesłany do guberni wołogodzkiej, a w 1910 zwolniony. W latach 1911–1912 i 1914-1918 służył w armii rosyjskiej, uczestnik I wojny światowej. W latach 1917–1922 kierownik wydziału wojskowego, zastępca przewodniczącego Noworosyjskiego Komitetu SDPRR(b)/RKP(b), szef Wydziału Politycznego 14 Armii. w latach 1921-1922 sekretarz odpowiedzialny Kubańsko-Czarnomorskiego Komitetu Obwodowego RKP(b). W latach 1922–1924 przewodniczący Noworosyjskiego Komitetu Rewolucyjnego, sekretarz Noworosyjskiego i Armawirskiego Komitetu RKP(b), przewodniczący Komitetu Wykonawczego Kubańsko-Czarnomorskiej Rady Obwodowej. Od lipca 1924 do stycznia 1928 zastępca przewodniczącego Komitetu Wykonawczego Północnokaukaskiej Rady Krajowej, od 2 stycznia 1928 do 10 lutego 1931 ludowy komisarz spraw wewnętrznych RFSRR, od stycznia 1931 do listopada 1932 szef Głównego Zarządu Transportu Drogowego przy Radzie Komisarzy Ludowych ZSRR i członek Rady Ekonomicznej RFSRR. 25 listopada 1932 aresztowany i wykluczony z WKP(b). 16 stycznia 1933 skazany na 3 lata pozbawienia wolności, w 1935 zwolniony. Od 1935 do marca 1937 pracownik biura paliwowego w Kostromie. 30 marca 1937 aresztowany, następnie rozstrzelany.